# Charles Randolph Quirk
Charles Randolph Quirk, Barón Quirk (Michael, Isla de Man; 12 de julio de 1920-Londres; 20 de diciembre de 2017) fue un lingüista y político británico.

## Biografía

### Vida e inicios de su carrera
Quirk nació en Lambfell, en Michael en la Isla de Man, hijo de Thomas y Amy Randolph Quirk. Estudió en el King William's College en la Isla de Man y fue al University College de Londres (UCL) para estudiar inglés con Albert Hugh Smith. Sus estudios comenzaron en 1939 pero se interrumpieron con la guerra en 1940, para posteriormente terminarlos entre 1945 y 1947. Obtuvo los títulos de máster, doctorado y doctor en Letras y fue profesor en el UCL desde 1947 a 1954. Fue también un Harkness Fellow del Fondo de la Commonwealth en Yale y Michigan de 1951 a 1952. En 1954 fue nombrado profesor adjunto en la Universidad de Durham, consolidándose como profesor de esa Universidad en 1958. Volvió al UCL como profesor en 1960 y en 1968 sucedió a Smith como Quain Professor, un puesto que ocupó hasta 1981.
Quirk dio clase e impartió seminarios en el University College de Londres sobre inglés antiguo (anglosajón) y sobre Historia de la lengua inglesa. Estas dos disciplinas formaron parte de las diez disciplinas obligatorias que conformaban los exámenes finales del plan de estudios de licenciatura. En aquel momento, el inglés antiguo y el inglés medio, junto con la Historia de la lengua inglesa, eran asignaturas obligatorias. También colaboró estrechamente con A.C. Gimson y J. D. O'Connor del Departamento de Fonética, estando presente en algunas ocasiones como examinador en los exámenes orales de Fonética.

### Investigación sobre el uso del inglés
Durante los inicios de la década de 1960, Randolph Quirk y sus compañeros, entre ellos Valerie Adams, Derek Davy y David Crystal, llevaron a cabo un ambicioso proyecto conocido como la Investigación sobre el uso del inglés. Esta compilación de datos sobre la lengua inglesa —un corpus— comprendía un millón de palabras tal y como se utilizan en la vida diaria. Las gramáticas anteriores habían utilizado sobremanera los cánones de la literatura inglesa. El proyecto supuso las bases de una gramática completa de la lengua inglesa A Comprehensive Grammar of the English Language, una obra de referencia muy utilizada en todo el mundo. Esta fue la primera gramática de inglés de uso real y no basada en reglas transmitidas por profesores y estudiosos de los modelos de latín y griego. Estos se habían considerado modelos «correctos» del inglés vivo. En lugar de declarar lo que era el uso gramatical correcto, Quirk y sus colaboradores plantearon una gramática más descriptiva que prescriptiva, mostrando a los lectores que los diferentes grupos de hablantes de inglés eligen usos diferentes y argumentando que lo que es correcto es lo que permite comunicar de forma efectiva. Basil Bernstein, sociolingüista, se hizo un nombre mostrando elecciones similares de las variantes del uso del inglés.

### Escuela de verano de inglés
Una de las empresas favoritas de Quirk fue la escuela de verano de inglés de la Universidad de Londres (London University Summer School of English), donde los colaboradores mencionados más arriba y otros futuros estudiosos y amigos suyos fueron a enseñar durante un mes. Los alumnos de la escuela eran académicos extranjeros, profesores y estudiantes.
Se lanzó en su vida social con gusto y disfrutó cantando baldas victorianas con un «par de pintas» con un acento cockney. Cuando la Escuela se trasladó del Queen Elizabeth College a New Cross, las cuentas cayeron rápidamente. El siguiente y último director con éxito fue el fonético J. D. O'Connor.

### Personal
Quirk fue un abierto seguidor del Partido Laborista toda su vida. Fue presidente de la Academia Británica de 1985 a 1989 y se convirtió en un lord vitalicio (life peer) como Barón Quirk de Bloomsbury en el London Borough de Camden en 1994.
Hasta su muerte residió en Alemania e Inglaterra con su mujer, la lingüista alemana Gabriele Stein.

## Publicaciones
- Quirk, Randolph; Wrenn, Charles Leslie (1957). An Old English Grammar (en inglés). Taylor & Francis. p. 166. ISBN 0416772404.
- Quirk, Randolph; Greenbaum, Sidney; Leech, Geoffrey; Svartvik, Jan (1985). A comprehensive grammar of the English language (en inglés). Harlow: Longman. p. 1779. ISBN 0582517346.
- Quirk, Randolph (1986). Words at work: lectures on textual structure (en inglés). NUS Press. p. 137. ISBN 9971691027.
- Greenbaum, Sidney; Quirk, Randolph (1990). A Student's Grammar of the English Language (en inglés). Addison Wesley Publishing Company. p. 486. ISBN 0582059712.